# Politeizam
Politeizam ili mnogoboštvo je vjera u više bogova. Od monoteizma je starija forma religije. Nastao je od primitivnog totemizma i animizma personifikacijom sila i pojava prirode. Visoko razvijene politeističke religije, a najviše grčka i rimska nazivaju se mitologijama. Danas nema većih politeističkih religija, već postoje samo tradicionalna vjerovanja. Jedine veće politeističke religije su: japanska vjera šintoizam, utemeljena na štovanju prirode i predaka te hinduizam.